# Pocari Sweat
Pocari Sweat (ポカリスエット Pokari Suetto) là một thương hiệu nước uống giải khát và nước uống dùng cho thể thao do Tập đoàn Dược phẩm Otsuka, Nhật Bản.

## Lược sử
Otsuka là công ty về giải pháp nước biển (IV solution) tại Nhật Bản.
Vào những năm 1970, một nhà khoa học của Otsuka đã nảy ra sáng kiến về một loại thức uống dễ hấp thu và có tính năng bù nước trong một lần bị tiêu chảy nặng ở Mexico. Trải qua nhiều nghiên cứu khoa học, năm 1980 công ty ra mắt sản phẩm thức uống bổ sung ion Pocari Sweat tại Nhật Bản. Hiện nay danh tiếng của Pocari Sweat đã vượt ra khỏi biên giới Nhật Bản rất nhiều, giúp Otsuka thu khoảng 1 tỷ USD/ năm doanh số sản phẩm Pocari Sweat trên thế giới.